# Сергеева (остров, Приморский край)
Остров Сергеева — небольшой остров в южной части архипелага Императрицы Евгении. Находится в 37 км к юго-западу от центра Владивостока, в 2,5 км от южной оконечности острова Рикорда. Располагается между сходными по размерам островами Кротова и Моисеева. Кратчайшее расстояние до о. Кротова составляет 0,5 км, до о. Моисеева — 0,4 км. Через оба пролива протягиваются подводные каменистые гряды. Остров Сергеева административно принадлежит Фрунзенскому району г. Владивостока. Остров Сергеева назван в 1883—1888 гг. по фамилии И. С. Сергеева. Подробно снят в 1885 г. штабс-капитаном А. А. Мальцевым.

## Рельеф
В плане остров представляет собой треугольник, острым концом направленный на север. Максимальная длина острова составляет 410 м. Центр острова находится всего в 110 м от береговой линии. Остров горист, большую часть поверхности занимают крутые склоны. Максимальная высота — 55,7 м над ур. моря. Почти со всех сторон, за исключением небольшого участка на северо-западе, остров окружён скалистыми обрывами. К ним причленяются четыре валунных и каменистых пляжей от 1 до 16 м шириной. Самый длинный пляж на севере — 330 м. Южный берег самый скалистый, лишь у юго-западной оконечности, рядом с гротами, имеется небольшой 30-метровый пляж. Общая протяжённость береговой линии составляет 1,4 км, из них пляжей всего 620 м.

## Природа
Почти вся территория острова, не занятая пляжами и скалами, покрыта широколиственным лесом. Лишь на крутых склонах вблизи береговых обрывов произрастает травянистая растительность. У подошвы склона на северо-западе острова имеются небольшие участки, занятые морским шиповником. Источников пресной воды нет. Остров омывается водами открытой части залива Петра Великого. Изредка остров Сергеева посещается туристами и дайверами.